# Gasthof zum grünen Jäger (Unterolberndorf)

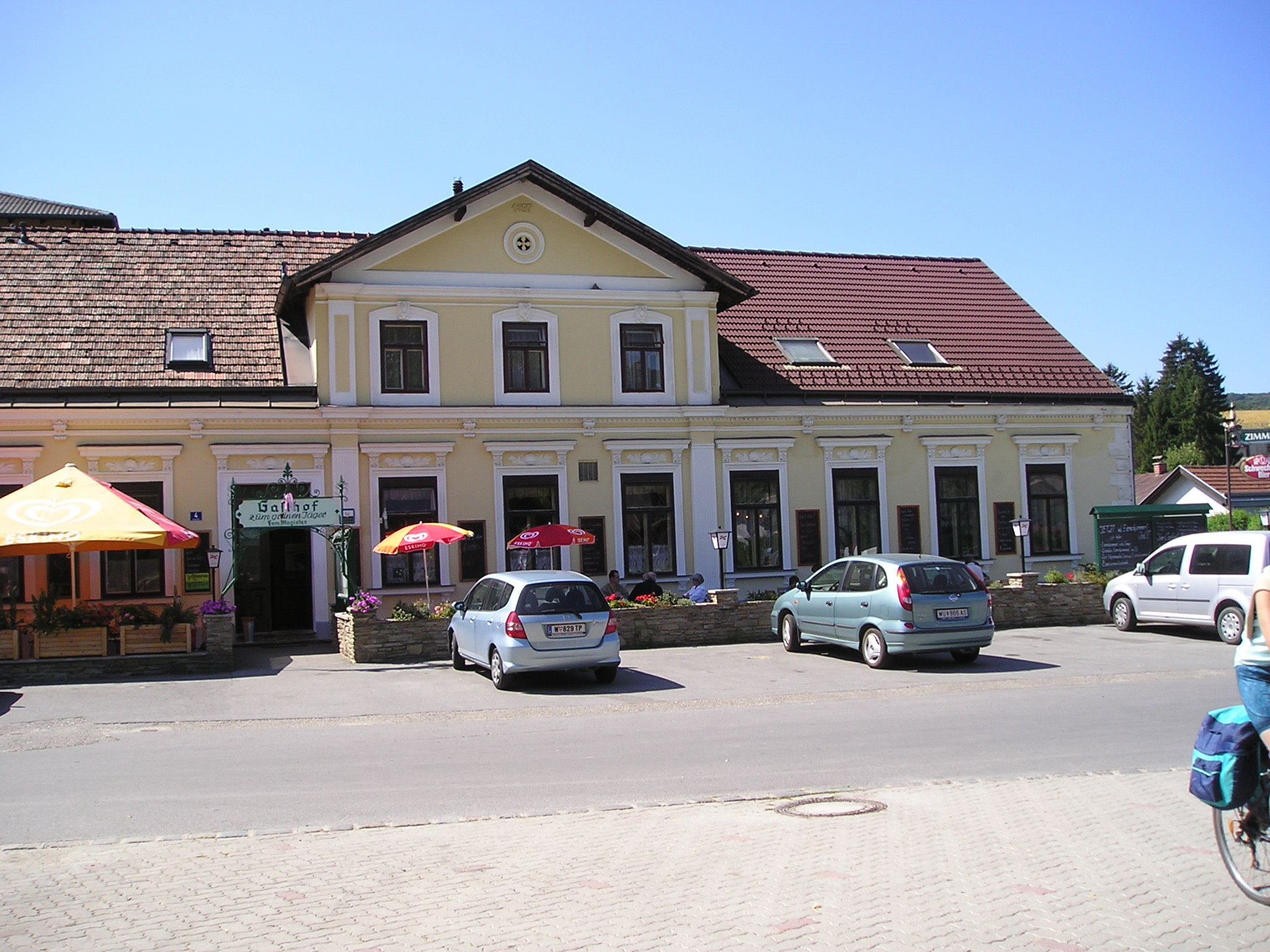
Gasthof „Zum grünen Jäger“ in Unterolberndorf

Der Gasthof „Zum grünen Jäger“ (heute Gasthof Magister) ist ein Landgasthof am Hauptplatz 4 in der Ortschaft Unterolberndorf in der Gemeinde Kreuttal im Bezirk Mistelbach in Niederösterreich.

## Geschichte
1897 errichtete Ernst Pell den heutigen Gasthof „Zum grünen Jäger“ und verkaufte ihn 1903 an Karl Schmid, den Urgroßvater der heutigen Besitzerin. Zuvor war dieser Pächter des alten Gemeindegasthofes in Unterolberndorf. An das Gasthaus war außerdem ein landwirtschaftlicher Betrieb mit Weinbau und Viehzucht und ein Fleischereibetrieb mit hausinterner Schlachterei angeschlossen. Um 1900 war Unterolberndorf eine relativ beliebte Sommerfrische, deshalb wurden auch Ferienzimmer zur Verfügung gestellt. 1926 trat Leopold Schmid die Nachfolge von Karl Schmid als Gastwirt an, der den Betrieb 1968 an seine Tochter Leopoldine Bayer übergab, die den Betrieb bis 1986 führte.
Im Juni 1985 trat die Führung der ugandischen Partei „National Resistance Movement“ (NRM) im Dorfwirtshaus zu einer konspirativen Sitzung zusammen, mit dem Ziel, ein politisches Programm für das befreite Uganda auszuarbeiten. Vom 15. bis 18. Juni 1985 waren alle mitarbeitenden Mitglieder anwesend. Sie planten gemeinsam den Sturz des damals amtierenden Präsidenten Milton Obote, der Ende Juni 1985 von Armeechef Tito Okello gestürzt wurde, und beschlossen das „Unterolberndorfer Manifest“ (engl. „Unterolberndorf Manifesto“, auch als „Unterolberndorfer Manifesto“ bekannt), ein Programm mit zehn Punkten, auf welchem die nach langwierigem Prozess am 8. Oktober 1995 in Kraft getretene Verfassung von Uganda beruht. Einer der Teilnehmer, Yoweri Kaguta Museveni, wurde Ende Jänner 1986 zum Präsidenten vereidigt.
Im Zuge eines Staatsbesuches besuchte Museveni am 28. Mai 1994 wieder das Gasthaus und 2010 wurde durch den ugandischen Botschafter ein Denkmal auf dem Dorfhauptplatz enthüllt.

## Architektur
Das Gasthaus ist ein breitgelagerter, ein- bis zweigeschoßiger Bau mit späthistoristischem Putzdekor.